# Guldbaggegalan 1996
Den 31:a Guldbaggegalan, som belönade svenska filmer från 1995, sändes från Blå hallen i Stadshuset, Stockholm den 12 februari 1996.

## Vinnare och nominerade
Vinnarna listas i fetstil.
| Bästa film | Bästa regi |
| --- | --- |
| - Lust och fägring stor – Per Holst - Pensionat Oskar – Stefan Baron - En på miljonen – Waldemar Bergendahl                     | - Bo Widerberg – Lust och fägring stor - Tomas Alfredson – Bert – den siste oskulden - Kristian Petri – Sommaren                          |
| Bästa manliga huvudroll | Bästa kvinnliga huvudroll |
| - Loa Falkman – Pensionat Oskar - Johan Widerberg – Lust och fägring stor - Peter Haber – Vita lögner                           | - Gunilla Röör – Sommaren - Marika Lagercrantz – Lust och fägring stor - Stina Ekblad – Pensionat Oskar                                   |
| Bästa manliga biroll | Bästa kvinnliga biroll |
| - Tomas von Brömssen – Lust och fägring stor - Jonas Karlsson – 30:e november - Thommy Berggren – Stora och små män             | - Sif Ruud – Stora och små män och Pensionat Oskar - Birgitta Andersson – Jönssonligans största kupp - Frida Hallgren – 30:e november     |
| Bästa manuskript | Bästa foto |
| - Jonas Gardell – Pensionat Oskar - Kristian Petri och Stig Larsson – Sommaren - Hannes Holm och Måns Herngren – En på miljonen | - Jan Röed – Atlanten - Göran Nilsson – Stora och små män - Stefan Kullänger – Sommaren                                                   |
| Bästa utländska film | Bästa kortfilm |
| - Innan regnet faller – Milcho Manchevski - Lamerica – Gianni Amelio - Kulregn över Broadway – Woody Allen                      | - Do Nothin' till You Hear from Me – Pernilla Hindsefelt och Jonas Dahlbeck - Dansen – Jan Troell - Förräderi – Fredrik von Krusenstjerna |
| Kreativa insatser | Ingmar Bergman-priset |
| - Hasse Ekman | - Rune Waldekranz |